# Mister National Universe
Mister National Universe (tiếng Việt: Nam vương Hoàn vũ Quốc gia) là cuộc thi sắc đẹp dành cho nam giới được tổ chức lần đầu vào năm 2017 và sáng lập bởi Thanyan Siriwijitsomphong. Đương kim Mister National Universe là Dylan De Jesús đến từ Puerto Rico.

## Người giữ danh hiệu
| Lần thứ | Năm  | Ngày                | Mister National Universe              | Á vương                                       | Á vương                             | Á vương                            | Á vương                        | Á vương            | Nơi tổ chức                 | Số thí sinh | T.k.                 |
| Lần thứ | Năm  | Ngày                | Mister National Universe              | 1                                             | 2                                   | 3                                  | 4                              | 5                  | Nơi tổ chức                 | Số thí sinh | T.k.                 |
| ------- | ---- | ------------------- | ------------------------------------- | --------------------------------------------- | ----------------------------------- | ---------------------------------- | ------------------------------ | ------------------ | --------------------------- | ----------- | -------------------- |
| 1       | 2017 | 13 tháng 6 năm 2017 | Pankaj Ahlawat · Ấn Độ                | Nigel Van Andrew · Malaysia                   | Seagame Arthit Mekarkard · Thái Lan | Daniel Suo · Trung Quốc            | Daniel Benjamin · Brasil       | Không trao giải    | Băng Cốc, Thái Lan          | 14          | [ 2 ] [ 3 ]          |
| 2       | 2018 | 18 tháng 6 năm 2018 | Phanendra Prasai · Nepal              | Natchanon Singlum · Thái Lan                  | Markos Vinicius · Brasil            | Không trao giải                    | Không trao giải                | Không trao giải    | Hua Hin, Thái Lan           | 19          | [ 4 ]                |
| 3       | 2019 | 1 tháng 7 năm 2019  | Vikash Usham · Manipur                | Jan Kim Santos Vergel · Mindoro               | Caleb Zheng Eg French · Malaysia    | Đặng Hiếu Đức · Việt Nam           | Alexander Coles · Anh Quốc     | Không trao giải    | Hua Hin, Thái Lan           | 19          | [ 5 ]                |
| 4       | 2022 | 6 tháng 6 năm 2022  | Ngô Hoàng Phi Việt · Việt Nam         | Prema Khandu Wangchuk · Bhutan · (Truất ngôi) | Donghun Kim · Hàn Quốc              | Bharat Bhushan · Ấn Độ             | Ali Gerami · Thổ Nhĩ Kỳ        | Không trao giải    | Prachuapkhirikhan, Thái Lan | 22          | [ 8 ] [ 9 ] [ 10 ]   |
| 5       | 2023 | 27 tháng 6 năm 2023 | Benedict Yu · Malaysia · (Truất ngôi) | Marcus Charlie Bishop · Anh                   | Kritti Nampradit · Thái Lan         | Michael Ver Comaling · Philippines | Tishkin Vladislav · Latvia     | Không trao giải    | Băng Cốc, Thái Lan          | 22          | [ 12 ]               |
| 6       | 2024 | 24 tháng 6 năm 2024 | Florent Dufrenne · Pháp               | Driel Sousa · Puerto Rico                     | Junior Urraca · Cộng hoà Dominica   | Aidid Haidil · Singapore           | Boonkarit Sappradit · Thái Lan | Không trao giải    | Băng Cốc, Thái Lan          | 19          | [ 13 ]               |
| 7       | 2025 | 23 tháng 6 năm 2025 | Dylan De Jesús · Puerto Rico          | Saerdonnconn Barlow · Thái Lan                | Jonas Sia · Malaysia                | Ralph Jude Dinolan · Đảo Cebu      | E Sunday Chijindu · Nigeria    | Gokul Sahu · Ấn Độ | Hua Hin, Thái Lan           | 16          | [ 14 ] [ 15 ] [ 16 ] |
| 8       | 2026 |                     |                                       |                                               |                                     |                                    |                                |                    | Hua Hin, Thái Lan           |             |                      |

### Quốc gia/vùng lãnh thổ theo số lần chiến thắng
| Quốc gia    | Số lần | Năm  |
| ----------- | ------ | ---- |
| Ấn Độ       | 1      | 2017 |
| Nepal       | 1      | 2018 |
| Manipur     | 1      | 2019 |
| Việt Nam    | 1      | 2022 |
| Malaysia    | 1      | 2023 |
| Pháp        | 1      | 2024 |
| Puerto Rico | 1      | 2025 |

## Các lần tổ chức Mister National Universe

### 2017
Mister National Universe 2017 là cuộc thi Mister National Universe lần thứ 1 được tổ chức tại Pullman Bangkok Grande Sukhumvit, Băng Cốc, Thái Lan vào ngày 13 tháng 6 năm 2017. Có 14 thí sinh dự thi, Pankaj Ahlawat đến từ Ấn Độ đăng quang ngôi vị Mister National Universe.
Kết quả
| Hạng                          | Thí sinh |
| ----------------------------- | --- |
| Mister National Universe 2017 | - Ấn Độ — Pankaj Ahlawat |
| Á vương                       | - Malaysia — Nigel Van Andrew |
| Á vương                       | - Thái Lan — Seagame Arthit Mekarkard |
| Á vương                       | - Trung Quốc — Daniel Suo |
| Á vương                       | - Brasil — Daniel Benjamin |
| Top 10                        | - Philippines — Renx Lesther Cerezo - Belarus — Dmitrii Slizevskii - Nga — Mickey Stotch - Lào — Oung Thotsaphone Sitphaxay - Myanmar — Khon Seng |

Các giải thưởng
| Giải thưởng              | Thí sinh                           |
| ------------------------ | ---------------------------------- |
| Best in National Costume | - Sri Lanka — Chathura Dilan       |
| Best Physique            | - Nga — Mickey Stotch              |
| So Cool Guy              | - Ấn Độ — Pankaj Ahlawat           |
| Best in Swimwear         | - Trung Quốc — Daniel Suo          |
| Media Choice             | - Lào — Oung Thotsaphone Sitphaxay |
| People's Choice          | - Ấn Độ — Pankaj Ahlawat           |
| Best in Talent           | - Malaysia — Nigel Van Andrew      |

Các thí sinh
| Quốc gia/vùng lãnh thổ | Thí sinh                   |
| ---------------------- | -------------------------- |
| Ấn Độ                  | Pankaj Ahlawat             |
| Belarus                | Dmitrii Slizevskii         |
| Brasil                 | Daniel Benjamin            |
| Campuchia              | Kov Keonarin               |
| Lào                    | Oung Thotsaphone Sitphaxay |
| Malaysia               | Nigel Van Andrew           |
| Myanmar                | Khon Seng                  |
| Nga                    | Mickey Stotch              |
| Philippines            | Renx Lesther Cerezo        |
| Sri Lanka              | Chathura Dilan             |
| Thái Lan               | Seagame Arthit Mekarkard   |
| Trung Quốc             | Daniel Suo                 |
| Việt Nam               | Quách Đình Thông           |
| Ý                      | Emanuele Mendoza Amboy     |

### 2018
Mister National Universe 2018 là cuộc thi Mister National Universe lần thứ 2 được tổ chức tại Holiday Inn Resort Vana Nava Hua Hin, Hua Hin, Thái Lan vào ngày 18 tháng 6 năm 2018. Có 19 thí sinh dự thi, Phanendra Prasai đến từ Nepal đăng quang ngôi vị Mister National Universe.
Kết quả
| Hạng                          | Thí sinh |
| ----------------------------- | --- |
| Mister National Universe 2018 | - Nepal — Phanendra Prasai |
| Á vương 1                     | - Thái Lan — Natchanon Singlum |
| Á vương 2                     | - Brasil — Markos Vinicius |
| Top 5                         | - Malaysia — Leonard Manor - Ấn Độ — Farhan Qureshi                                                                                    |
| Top 10                        | - Indonesia — Edy Ariawan - Philippines — Kenley Filarca - Hoa Kỳ — David Aponte - Thuỵ Sĩ — Lionel Luthi - Puerto Rico — Jael Calcano |

Các giải thưởng
| Giải thưởng                  | Thí sinh                       |
| ---------------------------- | ------------------------------ |
| MNU Ambassador               | - Philippines — Kenley Filarca |
| Best in National Costume     | - Thái Lan — Natchanon Singlum |
| Mister Photogenic            | - Thuỵ Sĩ — Lionel Luthi       |
| Mister Congeniality          | - Hoa Kỳ — David Aponte        |
| People's Choice Award by CLA | - Philippines — Kenley Filarca |

Các thí sinh
| Quốc gia/vùng lãnh thổ | Thí sinh                  |
| ---------------------- | ------------------------- |
| Ấn Độ                  | Farhan Qureshi            |
| Belarus                | Alex Glebov               |
| Đảo Boracay            | Jaydee Boy A. Casino      |
| Brasil                 | Marcos Vinicius Clarindo  |
| Hoa Kỳ                 | David Jesse Aponte Acosta |
| Indonesia              | Edy Ariawan               |
| Iran                   | Yousef Montakhab          |
| Kazakhstan             | Michael Aduskho           |
| Lào                    | Arong Ananthavath         |
| Malaysia               | Leonard Manor             |
| Myanmar                | Myat Thiha                |
| Nepal                  | Phanendra Prasai          |
| Philippines            | Kenley Filarca            |
| Puerto Rico            | Jael Calcano              |
| Nga                    | Alexander Yusyuk          |
| Thuỵ Sĩ                | Lionel Luthi              |
| Thái Lan               | Natchanon Singlum         |
| Thổ Nhĩ Kỳ             | Hossein Geraminejad       |
| Ukraina                | Vitali Rudziak            |

### 2019
Mister National Universe 2019 là cuộc thi Mister National Universe lần thứ 3 được tổ chức tại Hua Hin, Thái Lan vào ngày 1 tháng 7 năm 2019. Có 19 thí sinh dự thi, Vikash Usham đến từ Manipur đăng quang ngôi vị Mister National Universe.
Kết quả
| Hạng                                       | Thí sinh |
| ------------------------------------------ | --- |
| Mister National Universe 2018              | - Manipur — Vikash Usham |
| Á vương 1 Mister National World            | - Mindoro — Jan Kim Santos Vergel |
| Á vương 2 Mister National Globe            | - Malaysia — Caleb Zheng Eg French |
| Á vương 3 Mister National Earth            | - Việt Nam — Đặng Hiếu Đức |
| Á vương 4 Mister National Intercontinental | - Anh Quốc — Alexander Coles |
| Top 10                                     | - Brasil — Altair Menosso - Philippines — Wilson Yalung - Puerto Rico — Axel Cardenales - Nga — Denis Kurchenko - Thái Lan — Angtivar Midal |

Các giải thưởng
| Giải thưởng         | Thí sinh                        |
| ------------------- | ------------------------------- |
| Mister Costume      | - Bhutan — Kuenden Noru         |
| Mister Photogenic   | - Nepal — Subash Chaudary       |
| Mister Congeniality | - Serbia — Milos Stanojevic     |
| Mister Popularity   | - Việt Nam — Đặng Hiếu Đức      |
| Mister Fashion Icon | - Nga — Denis Kurchenko         |
| Best in Swimwear    | - Brasil — Altair Menosso       |
| Mister Elegance     | - Puerto Rico — Axel Cardenales |

Các thí sinh
| Quốc gia/vùng lãnh thổ | Thí sinh              |
| ---------------------- | --------------------- |
| Anh Quốc               | Alexander Coles       |
| Ấn Độ                  | Shahil Arora          |
| Ba Lan                 | Artem Nikolaev        |
| Bhutan                 | Kuenden Noru          |
| Brasil                 | Altair Menosso        |
| Lào                    | Xayasith Soulignaten  |
| Malaysia               | Caleb Zheng Eg French |
| Manipur                | Vikash Usham          |
| Mindoro                | Jan Kim Santos Vergel |
| Moldova                | Pavel Bardadim        |
| Myanmar                | Alex Zaw              |
| Nepal                  | Subash Chaudary       |
| Nga                    | Denis Kurchenko       |
| Philippines            | Wilson Yalung         |
| Puerto Rico            | Axel Cardenales       |
| Serbia                 | Milos Stanojevic      |
| Thái Lan               | Angtivar Midal        |
| Ukraina                | Dmitrit Chernyshov    |
| Việt Nam               | Đặng Hiếu Đức         |

### 2022
Mister National Universe 2022 là cuộc thi Mister National Universe lần thứ 4 được tổ chức tại Mirinn Theater, Prachuapkhirikhan, Thái Lan vào ngày 6 tháng 6 năm 2022. Có 22 thí sinh dự thi, Ngô Hoàng Phi Việt đến từ Việt Nam đăng quang ngôi vị Mister National Universe.
Vào ngày 19 tháng 7 năm 2020, Á vương 1 Prema Khandu Wangchuk bị truất ngôi vì lộ ảnh không phù hợp.
Kết quả
| Hạng                                       | Thí sinh |
| ------------------------------------------ | --- |
| Mister National Universe 2022              | - Việt Nam — Ngô Hoàng Phi Việt |
| Á vương 1 Mister National World            | - Bhutan — Prema Khandu Wangchuk (Truất ngôi) |
| Á vương 2 Mister National Globe            | - Hàn Quốc — Donghun Kim |
| Á vương 3 Mister National Earth            | - Ấn Độ — Bharat Bhushan |
| Á vương 4 Mister National Intercontinental | - Thổ Nhĩ Kỳ — Ali Gerami |
| Top 10                                     | - Bắc Philippines — Edward Joesph Go - Brasil — Brenno Pavarini - Nam Ukraina — Jaroslav Sheets - Pakistan — Syed Shah - Thái Lan — Saharat Phangsoongnern |

Các giải thưởng
| Giải thưởng           | Thí sinh |
| --------------------- | --- |
| Best in Swimwear      | - Pakistan — Syed Shah                                                                                         |
| Darling of Hua Hin    | - Việt Nam — Ngô Hoàng Phi Việt                                                                                |
| Darling of Suphanburi | - Pakistan — Syed Shah                                                                                         |
| Popular Vote          | - Pakistan — Syed Shah                                                                                         |
| Nok Thai Ambassadors  | Winner - Malaysia — Emmanuel Paang 1st Runner-Up - Krym — Altair Menosso 2nd Runner-Up - Iran — Ali Soozan Gar |

Các thí sinh
| Quốc gia/vùng lãnh thổ | Thí sinh               |
| ---------------------- | ---------------------- |
| Ấn Độ                  | Bharat Bhushan         |
| Bangladesh             | Josh Mirza             |
| Bắc Philippines        | Edward Joesph Go       |
| Belarus                | Alexey Gerasimov       |
| Bhutan                 | Prema Khandu Wangchuk  |
| Brasil                 | Brenno Pavarini        |
| Hàn Quốc               | Donghun Kim            |
| Iran                   | Ali Soozan Gar         |
| Krym                   | Altair Menosso         |
| Malaysia               | Emmanuel Paang         |
| México                 | Rodolfo Manuel         |
| Nam Ấn Độ              | Sarath Manoharan       |
| Nam Ukraina            | Jaroslav Sheets        |
| Nigeria                | Azeez Adebiyi          |
| Pakistan               | Syed Shah              |
| Pháp                   | Pound Sotuma           |
| Philippines            | Arjun Gange            |
| Tajikistan             | Timur Yunusakhunov     |
| Thái Lan               | Saharat Phangsoongnern |
| Thổ Nhĩ Kỳ             | Ali Gerami             |
| Ukraina                | Valentin Ilichev       |
| Việt Nam               | Ngô Hoàng Phi Việt     |

### 2023
Mister National Universe 2023 là cuộc thi Mister National Universe lần thứ 5 được tổ chức tại Amari Watergate, Băng Cốc, Thái Lan vào ngày 27 tháng 6 năm 2023. Có 22 thí sinh dự thi, Benedict Yu đến từ Malaysia đăng quang ngôi vị Mister National Universe.
Vào ngày 30 tháng 8 năm 2024, Nam vương Benedict Yu bị truất ngôi vì phát ngôn không phù hợp.
Kết quả
| Hạng                                       | Thí sinh |
| ------------------------------------------ | --- |
| Mister National Universe 2023              | - Malaysia — Benedict Yu (Truất ngôi)                                                                                    |
| Á vương 1 Mister National World            | - Anh — Marcus Charlie Bishop                                                                                            |
| Á vương 2 Mister National Globe            | - Thái Lan — Kritti Nampradit                                                                                            |
| Á vương 3 Mister National Earth            | - Philippines — Michael Ver Comaling                                                                                     |
| Á vương 4 Mister National Intercontinental | - Latvia — Tishkin Vladislav                                                                                             |
| Top 10                                     | - Nga — Maxim Zvonov - Nhật Bản — Takumi Ozawa - Pakistan — Jan Asad - Ukraina — Sergei Voitov - Việt Nam — Kim Minh Sơn |

Các giải thưởng
| Giải thưởng          | Thí sinh                             |
| -------------------- | ------------------------------------ |
| Mister Photogenic    | - Philippines — Michael Ver Comaling |
| Mister Congeniality  | - Hà Lan — Michael Den Oudsten       |
| Mister Popular Vote  | - Malaysia — Benedict Yu             |
| Mister Perfect Body  | - Nga — Maxim Zvonov                 |
| Mister Flawless Skin | - Malaysia — Benedict Yu             |
| Mister Fashion Icon  | - Hoa Kỳ — Jonzu Jones               |
| Media Choice Award   | - Nhật Bản — Takumi Ozawa            |

Các thí sinh
| Quốc gia/vùng lãnh thổ | Thí sinh               |
| ---------------------- | ---------------------- |
| Anh                    | Marcus Charlie Bishop  |
| Ấn Độ                  | Biswajit Roy           |
| Đảo Cebu               | Ivan Sibay             |
| Hà Lan                 | Michael Den Oudsten    |
| Hoa Kỳ                 | Jonzu Jones            |
| Indonesia              | Parulian Simanungkalit |
| Iran                   | Sahand Jafarzadeh      |
| Krym                   | Alan Bolt              |
| Latvia                 | Tishkin Vladislav      |
| Lào                    | Khamphouvong Khansanga |
| Malaysia               | Benedict Yu            |
| Myanmar                | Paing Soe Khant        |
| Nga                    | Maxim Zvonov           |
| Nhật Bản               | Takumi Ozawa           |
| Pakistan               | Jan Asad               |
| Philippines            | Michael Ver Comaling   |
| Thái Lan               | Kritti Nampradit       |
| Thổ Nhĩ Kỳ             | Ali Afroug             |
| Ukraina                | Sergei Voitov          |
| Uzbekistan             | Shaposhnikov Nikita    |
| Úc                     | Ryan John              |
| Việt Nam               | Kim Minh Sơn           |

### 2024
Mister National Universe 2024 là cuộc thi Mister National Universe lần thứ 6 được tổ chức tại Space Plus Bangkok, Băng Cốc, Thái Lan vào ngày 24 tháng 6 năm 2024. Có 19 thí sinh dự thi, Florent Dufrenne đến từ Pháp đăng quang ngôi vị Mister National Universe.
Kết quả
| Hạng                                       | Thí sinh |
| ------------------------------------------ | --- |
| Mister National Universe 2024              | - Pháp — Florent Dufrenne |
| Á vương 1 Mister National World            | - Puerto Rico — Driel Sousa |
| Á vương 2 Mister National Globe            | - Cộng hoà Dominica — Junior Urraca |
| Á vương 3 Mister National Earth            | - Singapore — Aidid Haidil |
| Á vương 4 Mister National Intercontinental | - Thái Lan — Boonkarit Sappradit |
| Top 10                                     | - Israel — December Knight - Lào — Zayyakhoumman Dong - Nhật Bản — Naoki Kawakubo - Myanmar — Sai Myo Tun - Philippines — Ruslan Kulikov |

Các giải thưởng
| Giải thưởng                  | Thí sinh                            |
| ---------------------------- | ----------------------------------- |
| Mister Photogenic            | - Myanmar — Sai Myo Tun             |
| Mister Congeniality          | - Venezuela — Gui Souza             |
| Mister Perfect Personality   | - Đảo Cebu — Kenneth Aniban         |
| Mister Flawless Skin         | - Ấn Độ — Tachang Phassang          |
| Mister Perfect Body          | - Puerto Rico — Driel Sousa         |
| Mister Dr Glow Choice        | - Singapore — Aidid Haidil          |
| Mister National Popular Vote | - Cộng hoà Dominica — Junior Urraca |

Các thí sinh
| Quốc gia/vùng lãnh thổ | Thí sinh            |
| ---------------------- | ------------------- |
| Ấn Độ                  | Tachang Phassang    |
| Canada                 | Pencer Efford       |
| Đảo Cebu               | Kenneth Aniban      |
| Cộng hoà Dominica      | Junior Urraca       |
| Indonesia              | Dicky Anugra Putra  |
| Israel                 | December Knight     |
| Lào                    | Zayyakhoumman Dong  |
| Malaysia               | Alvine Jostine      |
| Myanmar                | Sai Myo Tun         |
| Nga                    | Danil Boiko         |
| Nhật Bản               | Naoki Kawakubo      |
| Pháp                   | Florent Dufrenne    |
| Philippines            | Ruslan Kulikov      |
| Puerto Rico            | Driel Sousa         |
| Singapore              | Aidid Haidil        |
| Thái Lan               | Boonkarit Sappradit |
| Tunisia                | Mohamed Ameur       |
| Venezuela              | Gui Souza           |
| Việt Nam               | Âu Thanh Phúc       |

Dự thi cuộc thi sắc đẹp quốc tế khác
| Cuộc thi                   | Năm  | Quốc gia/vùng lãnh thổ | Thí sinh                              | Thứ hạng | T.k. |
| -------------------------- | ---- | ---------------------- | ------------------------------------- | -------- | ---- |
| Man Hot Star International | 2024 | Israel                 | December Knight                       | Top 10   |      |
| Man Hot Star International | 2024 | Nga                    | Danil Boiko · (đại diện Đảo Sakhalin) | Top 6    |      |

### 2025
Mister National Universe 2025 là cuộc thi Mister National Universe lần thứ 7 được tổ chức tại Kaset Hua Hin Hotel, Hua Hin, Thái Lan vào ngày 23 tháng 6 năm 2025. Có 16 thí sinh dự thi, Dylan De Jesús đến từ Puerto Rico đăng quang ngôi vị Mister National Universe.
Kết quả
| Hạng                                               | Thí sinh                                                                                                   |
| -------------------------------------------------- | --- |
| Mister National Universe 2025                      | - Puerto Rico — Dylan De Jesús                                                                             |
| Á vương 1 Mister National World                    | - Thái Lan — Saerdonnconn Barlow $                                                                         |
| Á vương 2 Mister National Globe                    | - Malaysia — Jonas Sia                                                                                     |
| Á vương 3 Mister National Earth                    | - Đảo Cebu — Ralph Jude Dinolan                                                                            |
| Á vương 4 Mister National Intercontinental         | - Nigeria — E Sunday Chijindu                                                                              |
| Á vương 5 Mister Nation Universe Global Ambassador | - Ấn Độ — Gokul Sahu                                                                                       |
| Top 10                                             | - Indonesia — Agus Tryawan - Nhật Bản — Ryo Yatogo - Philippines — Marcus Parcon - Sri Lanka — Ashan Navod |

- $ Thắng giải Popular Vote vào thẳng Top 6 chung cuộc.

Các giải thưởng
| Giải thưởng   | Thí sinh                         |
| ------------- | -------------------------------- |
| Popular Vote  | - Thái Lan — Saerdonnconn Barlow |
| Photogenic    | - Nigeria — E Sunday Chijindu    |
| Perfect Body  | - Puerto Rico — Dylan De Jesús   |
| Congeniality  | - Hawaii — Jay Hess              |
| Charming Guy  | - Nhật Bản — Ryo Yatogo          |
| Perfect Smile | - Lào — David Keoduangta         |

Các thí sinh
| Quốc gia/vùng lãnh thổ | Thí sinh              |
| ---------------------- | --------------------- |
| Ấn Độ                  | Gokul Sahu            |
| Canada                 | Jarik Jaroslav Shvets |
| Đảo Cebu               | Ralph Jude Dinolan    |
| Ghana                  | Prince Mensah         |
| Hawaii                 | Jay Hess              |
| Hoa Kỳ                 | Stone Leiker          |
| Indonesia              | Agus Tryawan          |
| Lào                    | David Keoduangta      |
| Malaysia               | Jonas Sia             |
| Nhật Bản               | Ryo Yatogo            |
| Nigeria                | E Sunday Chijindu     |
| Philippines            | Marcus Parcon         |
| Puerto Rico            | Dylan De Jesús        |
| Siberia                | Alexander Valentine   |
| Sri Lanka              | Ashan Navod           |
| Thái Lan               | Saerdonnconn Barlow   |

### 2026
Mister National Universe 2026 là cuộc thi Mister National Universe lần thứ 8 được tổ chức tại Thái Lan vào năm 2026.
Các thí sinh
| Quốc gia/vùng lãnh thổ | Thí sinh                 |
| ---------------------- | ------------------------ |
| Đảo Cebu               | John Paulo dela Cruz     |
| Lào                    | Aran Nilanseng Kaiyalath |
| Philippines            | Simon Javier             |

## Danh sách đại diện Việt Nam
Chú thích màu
- : Nam vương
- : Á vương
- : Top chung kết
- : Top bán chung kết
- : Được giải thưởng đặc biệt

| Năm  | Tên                | Quê quán              | Danh hiệu quốc gia | Thứ hạng                 | Giải thưởng đặc biệt     |
| ---- | ------------------ | --------------------- | ------------------ | ------------------------ | ------------------------ |
| 2017 | Quách Đình Thông   |                       | Bổ nhiệm           | Không đạt giải           |                          |
| 2019 | Đặng Hiếu Đức      | Nam Định              | Bổ nhiệm           | Á vương 3                | 1 - - Mister Popularity  |
| 2022 | Ngô Hoàng Phi Việt | Thành phố Hồ Chí Minh | Bổ nhiệm           | Mister National Universe | 1 - - Darling of Hua Hin |
| 2023 | Kim Minh Sơn       | Thành phố Hồ Chí Minh | Bổ nhiệm           | Top 10                   |                          |
| 2024 | Âu Thanh Phúc      |                       | Bổ nhiệm           | Không đạt giải           |                          |